# Agelasta albomaculata
Agelasta albomaculata är en skalbaggsart som beskrevs av Stefan von Breuning 1958. Agelasta albomaculata ingår i släktet Agelasta och familjen långhorningar. Inga underarter finns listade i Catalogue of Life.